# Sayaga
Sayaga est une localité située dans le département de Kangala de la province du Kénédougou dans la région des Hauts-Bassins au Burkina Faso.

## Géographie
Sayaga est situé en pays sénoufos.

## Santé et éducation
Sayaga accueille un centre de santé et de promotion sociale (CSPS) tandis que le centre médical avec antenne chirurgicale (CMA) se trouve à Orodara et que le centre hospitalier régional (CHR) est le CHU Souro-Sanon de Bobo-Dioulasso.
Le village possède une école primaire publique.